# Dichotomius
Dichotomius Hope, 1838 es un género americano de la familia de insectos Scarabaeidae. Contiene 148 especies, siendo más diverso en Sudamérica, con cerca de cien especies. En México se localizan cinco especies: D. amplicollis Harold, D. annae Kohlmann & Solís, D. colonicus (Say), D. satanas Harold y D. yucatanus Bates.

## Especies
- Dichotomius abayoyensis[6]
- Dichotomius acuticornis
- Dichotomius adrastus
- Dichotomius affinis
- Dichotomius agenor
- Dichotomius agesilaus
- Dichotomius alutaceus
- Dichotomius alyattes
- Dichotomius amicitiae
- Dichotomius amplicollis
- Dichotomius annae
- Dichotomius anthrax
- Dichotomius apicalis
- Dichotomius ascanius
- Dichotomius assifer
- Dichotomius batesi
- Dichotomius bechynei
- Dichotomius belus
- Dichotomius bicornis
- Dichotomius bicuspis
- Dichotomius bitiensis
- Dichotomius boreus
- Dichotomius borgmeieri
- Dichotomius bos
- Dichotomius bosqui
- Dichotomius bucki
- Dichotomius buqueti
- Dichotomius calcaratus
- Dichotomius camargoi
- Dichotomius camposeabrai
- Dichotomius carbonarius
- Dichotomius carinatus
- Dichotomius carolinus
- Dichotomius centralis
- Dichotomius coenosus
- Dichotomius colonicus
- Dichotomius comarapensis
- Dichotomius conicollis
- Dichotomius costaricensis
- Dichotomius cotopaxi
- Dichotomius crinicollis
- Dichotomius cuprinus
- Dichotomius dahli
- Dichotomius danieli
- Dichotomius depressicollis
- Dichotomius deyrollei
- Dichotomius diabolicus
- Dichotomius dynastus
- Dichotomius enrietti
- Dichotomius eucranioides
- Dichotomius fallax
- Dichotomius favi
- Dichotomius femoratus
- Dichotomius fimbriatus
- Dichotomius fissiceps
- Dichotomius fissus
- Dichotomius fonsecae
- Dichotomius fortestriatus
- Dichotomius gamboaensis
- Dichotomius geminatus
- Dichotomius glaucus
- Dichotomius globulus
- Dichotomius guaranii
- Dichotomius haroldi
- Dichotomius hempeli
- Dichotomius horridus
- Dichotomius horvathi
- Dichotomius imitator
- Dichotomius inachoides
- Dichotomius inachus
- Dichotomius inflaticollis
- Dichotomius ingens
- Dichotomius interstitialis
- Dichotomius irinus
- Dichotomius joelus
- Dichotomius laevicollis
- Dichotomius latistriatus
- Dichotomius longiceps
- Dichotomius lucasi
- Dichotomius luctuosioides
- Dichotomius luctuosus
- Dichotomius lycas
- Dichotomius machadoi
- Dichotomius mamillatus
- Dichotomius maya
- Dichotomius melzeri
- Dichotomius micans
- Dichotomius missionus
- Dichotomius monstrosus
- Dichotomius mormon
- Dichotomius motai
- Dichotomius mundus
- Dichotomius muticus
- Dichotomius mysticus
- Dichotomius nemoricola
- Dichotomius nevermanni
- Dichotomius nimuendaju
- Dichotomius nisus
- Dichotomius nitidissimus
- Dichotomius nobilis
- Dichotomius nutans
- Dichotomius ocellatopunctatus
- Dichotomius ohausi
- Dichotomius opacipennis
- Dichotomius opalescens
- Dichotomius paraguayanus
- Dichotomius parcepunctatus
- Dichotomius pauloensis
- Dichotomius planicollis
- Dichotomius podalirius
- Dichotomius prietoi
- Dichotomius problematicus
- Dichotomius protectus
- Dichotomius provisorius
- Dichotomius punctatostriatus
- Dichotomius puncticollis
- Dichotomius punctulatipennis
- Dichotomius pygidialis
- Dichotomius quadraticeps
- Dichotomius quadrinodosus
- Dichotomius quinquedens
- Dichotomius quinquelobatus
- Dichotomius reclinatus
- Dichotomius ribeiroi
- Dichotomius robustus
- Dichotomius rodrigoi
- Dichotomius rotundatus
- Dichotomius rotundigena
- Dichotomius rugatus
- Dichotomius rugosicollis
- Dichotomius rugosipennis
- Dichotomius sagittarius
- Dichotomius satanas
- Dichotomius schiffleri
- Dichotomius semiaeneus
- Dichotomius semisquamosus
- Dichotomius sericeus
- Dichotomius sexdentatus
- Dichotomius simplex
- Dichotomius simplicicornis
- Dichotomius simulans
- Dichotomius singularis
- Dichotomius smaragdinus
- Dichotomius spadiceus
- Dichotomius speciosus
- Dichotomius subaeneus
- Dichotomius superbus
- Dichotomius telamon
- Dichotomius texanus
- Dichotomius triangulariceps
- Dichotomius triquetrus
- Dichotomius tristis
- Dichotomius validipilosus
- Dichotomius vidaurrei [7]
- Dichotomius virescens
- Dichotomius worontzowi
- Dichotomius yucatanus
- Dichotomius zikani[1]